# Slag bij Liegnitz (1241)
De Slag bij Liegnitz of de Slag van Wahlstatt (tegenwoordig ook wel Slag bij Legnica, Pools: Bitwa pod Legnicą) was een veldslag die in 1241 plaatsvond dicht bij de Neder-Silezische stad Liegnitz (thans Legnica), Polen) tussen aan de ene kant de Mongolen en aan de andere kant de hertogdommen van Silezië, de staten van het koninkrijk Polen onder Hendrik II de Vrome, hertog van Polen en Silezië, die door feodale strijders werd gesteund, onder wie de Duitse Orde en talrijke ridders uit Polen en het Heilige Roomse Rijk. Dit verdedigingsleger verloor de slag van de tactisch sterkere Mongolen. De hertog van Silezië, tevens senioraatskoning van Polen, viel in de slag. Schattingen van het aantal slachtoffers lopen uiteen van 10.000 tot 40.000.

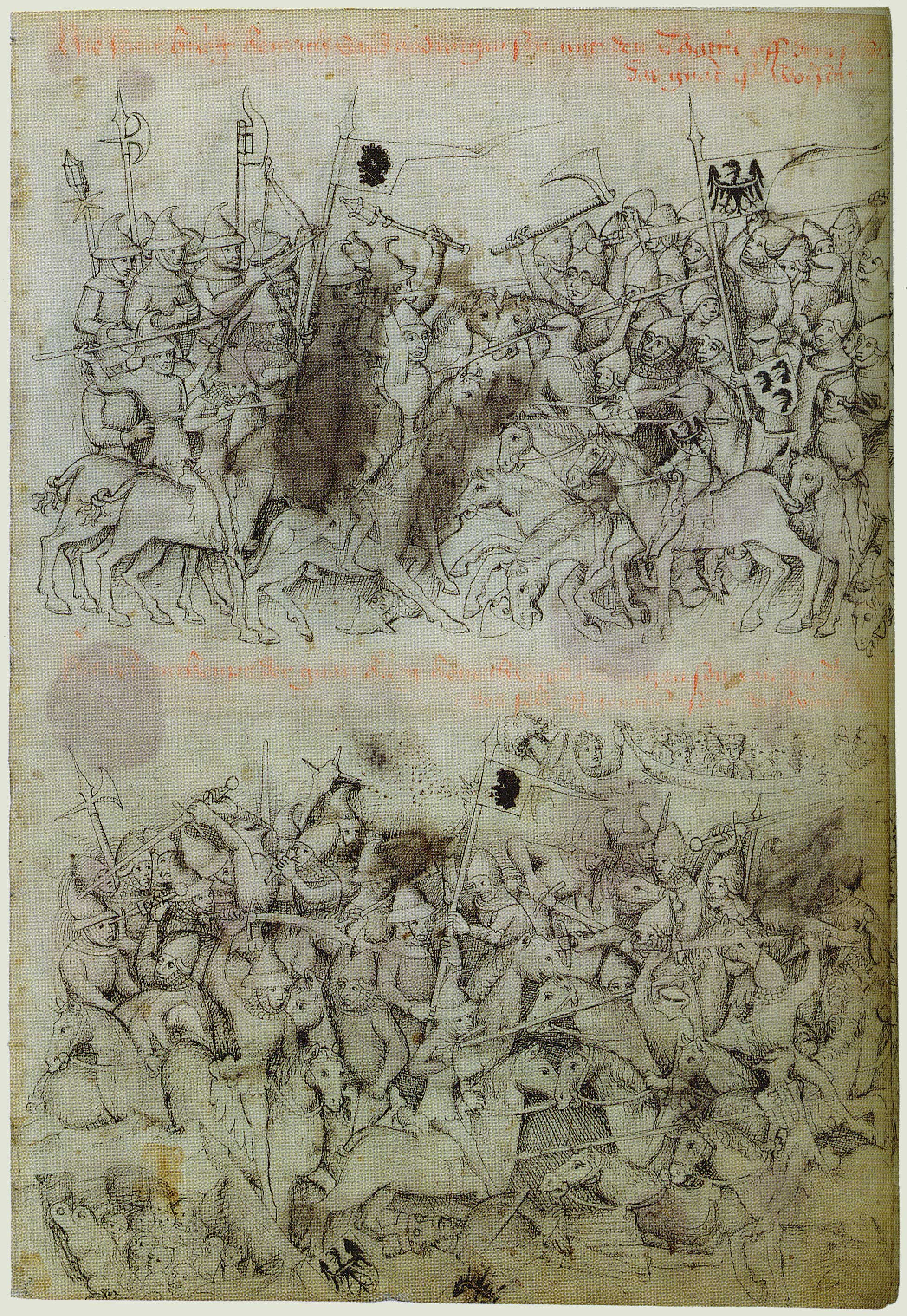
Hendrik II van Silezië en senioraatskoning van Polen sneuvelt tijdens de slag bij Liegnitz.

Over het algemeen wordt aangenomen dat de slag in april plaatsvond, alhoewel een precieze datum onbekend is. Ook ontbreken er nauwkeurige details van de samenstelling van de legers, de gebruikte tactieken en het daadwerkelijke verloop van de slag.
De Mongoolse troepen, een detachement van niet meer dan twee tumens (zie Mongoolse Rijk#Militair) van het leger van Batu en Subedei onder het bevel van Kaidan, maakten dankbaar gebruik van de voordelen van de mobiliteit en de snelheid van schutters te paard, die zich veel behendiger konden bewegen dan de zeer zwaar gepantserde maar langzame Hongaarse, Poolse en Duitse ridders. De Mongoolse tactiek bestond hoofdzakelijk uit een lange reeks schijnaanvallen en in scène gezette terugtrekkingen om de vijand in verwarring te brengen. Door zo het leger van de Polen te verdelen, konden er gemakkelijk winsten geboekt worden in snelle aanvallen. Om de overwonnen bevolking te demoraliseren en te verhinderen zich militair te reorganiseren, werd men met bijzonder wrede methoden om het leven gebracht. Dat leidde tot ontvolking van de gebieden waar de Mongolen doorheen trokken. Het was de Mongolen om buit te doen en niet om blijvende verovering en vestiging.    
De aantallen strijders in kwestie zijn moeilijk vast te stellen. Schattingen van het aantal strijders aan Mongoolse zijde variëren van minder dan 20.000 tot meer dan 100.000. De middeleeuwse bronnen zijn wat betreft cijfers echter onbetrouwbaar.
Hendrik Hendriks leger combineerde Duitse en Poolse eenheden. In een Pools-nationale herschrijving van de geschiedenis is de Duitse aanwezigheid (vooral die van de ridders van de Duitse Orde, gemarginaliseerd tot een onbetekende deelname aan de strijd die alzo een Pools martelaarschap moest worden. Er wordt geschat dat het Pools-Duitse ridderleger uit 28.000 man bestond, waarvan de helft zware cavalerie (10.000) en verder boogschutters (8000) en voetvolk van zware infanterie (10.000).
Ondanks hun overwinning, trokken de Mongolen niet verder naar het westen door. In plaats daarvan keerden zij terug naar hun geboorteland bij het horen van het nieuws dat Ogedei Khan was overleden. Hij was omgekomen bij een val van zijn paard en vermoedelijk vereiste de verkiezing van een nieuwe Khan de deelname van alle Mongoolse strijders, als zij tenminste die keuze wilden meebepalen. In de middeleeuwen werd de aftocht van de Mongolen als een wonderbaarlijke wending ten goede gevierd. Voor Hertog Hendrik de Vrome van Silezië, die in de slag was onthoofd, werd een grafmonument gebouwd in Wahlstatt. In 1241 zou dit monument tot het bedevaartsoord Wahlstatt worden verheven, en door een Benediktijner abdij worden verzorgd. Na het uitsterven van het lutherse hertogengeslacht van Liegnitz, kreeg de abt Othmar Zinke onder  de Habsburgse keizer steun voor de vergroting van de kerk in het kader van de contrareformatie. Hij liet tussen 1723 en 1731 een  barokke nieuwbouw neerzetten met weelderige gewelfschilderingen van de Beierse meester Cosmas Damian Asam en voorzien van een altaar van de Vlaamse Frans de Bakker in de stijl van Rubens. Begin 1945 trokken de Russische legers voorbij aan Wahlstatt omdat de plaats geen strategische betekenis had en niet verdedigd werd. De Duitse Benediktijners werden uitgewezen en vervangen door Poolse die verwoesting en plundering wisten te voorkomen zodat kerk en klooster in hun oude glorie zijn bewaard gebleven.